# Plethodon metcalfi
Plethodon metcalfi är en groddjursart som beskrevs av Clement Samuel Brimley 1912. Plethodon metcalfi ingår i släktet Plethodon och familjen lunglösa salamandrar. IUCN kategoriserar arten globalt som livskraftig. Inga underarter finns listade i Catalogue of Life.